# La Tour (film)
 La tour   è un documentario del 1928 diretto da René Clair.

## Trama
Protagonista del documentario è la Torre Eiffel, già presente nel primo film di Clair Parigi che dorme: il periodo del muto per Clair si apre e si chiude con l'amato simbolo di Parigi.

## Produzione
Si tratta di un documentario lungo un rullo ed  è stato girato nel marzo del 1928 per Film Albatros di Alexandre Kamenka.

## Critica
Alexandre Arnoux, in Les Nouvelles Littéraires,  lo definisce: ...una lirica di cupo e metallico splendore.